# Enoplosus armatus
Enoplosus armatus is een  straalvinnige vissensoort uit de familie van enoplosiden (Enoplosidae). De wetenschappelijke naam van de soort is voor het eerst geldig gepubliceerd in 1790 door White.